# 758
758 (DCCLVIII) fue un año común comenzado en domingo del calendario juliano, en vigor en aquella fecha.

## Acontecimientos
- 17 de enero:[1] Rebelión de An Lushan. El ex-emperador Xuanzong, quien huyó tras el levantamiento militar, regresa a la capital (Chang'an) pocos meses después de su recaptura por parte de las fuerzas Tang. Su Zong, su hijo y nuevo emperador, le ofrece el trono, pero Xuanzong lo rechaza.
- 18 de junio:[2] Una embajada del Califato abasí junto al Kanato uigur llegan a Chang'an, reforzando la alianza en contra de las fuerzas rebeldes.
- Rebelión de An Lushan. Piratas árabes y persas saquean la ciudad de Cantón (China). Tras el ataque, el puerto es cerrado al comercio exterior hasta inicios del siglo IX.
- El rey Cynewulf de Wessex retoma la ciudad de Berkshire de los mercianos e inicia una guerra contra los galeses.
- Un grupo de cuatro misioneros educados en Basora, incluyendo 'Abd al-Rahman Iban Rustam, proclaman el imanato ibadí. Los seguidores conquistan la ciudad de Kairuán (hoy Túnez) y masacran a los jariyitas.[3]
- La emperatriz Kōken de Japón abdica al trono, luego de un reinado de nueve años. Le sucede su hijo adoptivo, tomando el nombre de emperador Junnin.
- Se comienza a construir el Daibutsu-den, dentro del templo Tōdai-ji, en Japón.

## Nacimientos
- Hildegarda de Anglachgau, esposa de Carlomagno.
- Nicéforo, patriarca de Constantinopla.
- Sakanoue no Tamuramaro, general japonés y shōgun.
- Sico I, príncipe de Benevento.
- Teófanes el Confesor, monje bizantino.

## Fallecimientos
- Fruela de Cantabria, noble y militar asturiano (fecha aproximada).